# ETOPS
ETOPS (akronim od ang. Extended range Twin Operations) – certyfikat pozwalający samolotom dwusilnikowym latać na trasach długodystansowych, które były wcześniej niedostępne dla maszyn o takiej liczbie silników. Istnieją różne rodzaje certyfikatów ETOPS, każdy z nich pozwala samolotom na operowanie na trasach odległych o określoną ilość czasu od najbliższego lotniska awaryjnego. Przykładowo, jeśli maszyna posiada certyfikat ETOPS 180 minut, może lecieć każdą trasą, która jest odległa o maksymalnie 180 minut od najbliższego awaryjnego lotniska. ETOPS odnosi się do wszystkich tras nad lądem i wodą.

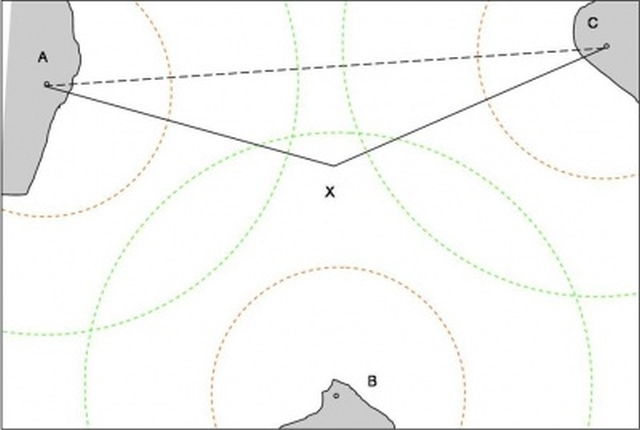
Rysunek pokazuje lot wg zwykłych zasad. Samolot, aby być w odległości 60 minut od lotniska zapasowego musi pokonać trasę A – X – C. Dzięki ETOPS możliwy jest lot bezpośredni z A do C.

Certyfikacja ETOPS zależy od kilku czynników:
*  niezawodności samolotu,
*  niezawodności silników,
*  spełnienia dodatkowych wymogów obsługowych,
*  przygotowania procedur planowania i wykonywania lotów,
* określenia obszarów i tras przewidywanych operacji, szkoleń personelu.
W lotach ETOPS na etapie planowania stosuje się podwyższone minima pogodowe dla wybranych lotnisk zapasowych. Dla podejść precyzyjnych – DA/H + 200 stóp RVR/VIS + 800 m. Dla nieprecyzyjnych i podejścia z okrążenia – MDA/H + 400 stóp RVR/VIS + 1500 m. Niezbędna jest co najmniej jedna procedura podejścia instrumentalnego, a ponadto lotnisko zapasowe musi mieć zapewnione w porze przewidywanego lądowania służby ruchu lotniczego i odpowiednie służby ratunkowe.
Obecnie wyróżnia się następujące certyfikaty ETOPS: 
ETOPS-75
ETOPS-90
ETOPS-120/138
ETOPS-180/207 (daje pokrycie 95% powierzchni planety) 
ETOPS-240
ETOPS-330
ETOPS-370
Ostatnio zasady ETOPS rozszerzono także na samoloty mające więcej niż 2 silniki. Każdy czterosilnikowy liniowiec pasażerski wyprodukowany po lutym 2015 roku musi spełniać wymogi certyfikatu ETOPS – 180 minut lub wyższe. W tej kategorii rekordzistą jest Boeing 748 (747-8), który w marcu 2015 otrzymał certyfikat ETOPS 330. 

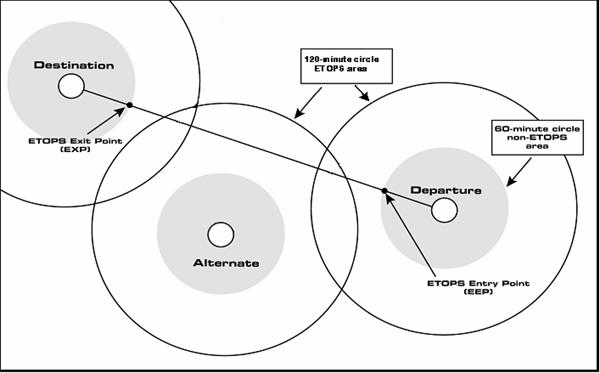

W celu przeprowadzania operacji ETOPS konieczne jest uzyskanie zgody władz nadzoru lotniczego zarówno z punktu widzenia operacyjnego, jak i technicznego. Część techniczna leży w kompetencjach działu Obsługi Technicznej. W części operacyjnej zgoda określa typ samolotu (włączając w to modele silników), maksymalny zatwierdzony czas ETOPS, obszar operacji, kwalifikacje załogi lotniczej i dyspozytorów lotu. Całość musi zostać opisana w Instrukcji Operacyjnej przewoźnika.
Załoga zaangażowana w operacje ETOPS musi przejść stosowny kurs, a jego tematyka musi być także podejmowana na cyklicznych szkoleniach i weryfikowana podczas testów. Scenariusze ETOPS muszą być również okresowo dołączane do powtarzalnych treningów na symulatorze. Dodatkowo, kurs ETOPS muszą przejść wszyscy dyspozytorzy lotu zaangażowani w planowanie operacji tego typu. 
Tak więc uzyskanie certyfikatu ETOPS zapewnia przewoźnikom możliwość wykonywania bardziej ekonomicznych lotów na większe odległości (dzięki wytyczaniu krótszych tras), usprawniając przede wszystkim ruch transoceaniczny. Ma to olbrzymie znaczenie w kwestii utrzymania konkurencyjnych cen biletów, a także zwiększania bezpieczeństwa tej formy podróżowania.

## Źródła
http://dlapilota.pl/wiadomosci/skybrary/etops-czyli-operacje-o-wydluzonym-zasiegu